# Quittungsbeleg im elektronischen Abfallnachweisverfahren
Der Quittungsbeleg dient im elektronischen Abfallnachweisverfahren (eANV) zur Überbrückung von Störungen des elektronischen Systems. Die elektronischen eANV-System sind in der Regel in der Lage, Quittungsbelege auszudrucken. Der Inhalt des Quittungsbelegs entspricht den Angaben des elektronischen Begleitscheins in nur einfacher Ausfertigung (also kein Durchschreibesatz, wie er vor dem 1. April 2010 eingesetzt wurde).
Insbesondere in der Einführungsphase des elektronischen Abfallnachweisverfahrens wird empfohlen, Quittungsbelege vorrätig zu halten, um bei einem Systemausfall mit diesen papierbasierten Formularen arbeiten zu können. Grundsätzlich soll eine Entsorgung nicht unterbrochen werden, wenn die elektronische Nachweisführung nicht durchführbar ist (sogenannter Vorrang der Entsorgungssicherheit).
Das Formular ist im Störungsfall durch den Erzeuger, den Beförderer und den Entsorger auszufüllen, handschriftlich zu unterzeichnen und beim Transport mitzuführen. Er verbleibt beim Entsorger und ist im Original in ein entsprechendes Formularregister des Entsorgers einzustellen. Optional kann ein eingescanntes elektronisches Abbild des Quittungsbelegs im elektronischen System als "Datei-Anhang" eingefügt werden.
Spätestens zehn Kalendertage nach Behebung der Störung des Kommunikationssystems müssen die Nachweisdaten von den Nachweispflichtigen nochmals elektronisch übermittelt werden. Dies bedeutet auch, dass die entsprechenden elektronischen Belege von den Beteiligten signiert und letztlich in ihre elektronischen Register eingestellt werden müssen.
Im Zeitraum der Einführung des elektronischen Abfallnachweisverfahrens (1. April 2010) bis zur verpflichtenden Einführung der elektronischen Signatur auch für Abfallerzeuger und Beförderer (1. Februar 2011) bestand für Erzeuger und Beförderer, die noch nicht elektronisch signieren können, die Möglichkeit ersatzweise auf dem Quittungsbeleg zu signieren.
Im  Übergangszeitraum bis zum 31. Januar 2011 musste neben dem Quittungsbeleg parallel ein elektronischer Begleitschein (ohne elektronische Signatur) geführt werden.